# Алеут (мыс)
Алеут — мыс в Приморском крае России.

## Название
Назван в честь шхуны «Алеут», потерпевшей крушение 7 ноября 1877 года у берегов Японии.

## География
Мыс расположен на юго-восточном берегу бухты Миноносок. Выступает в бухту Рейд Паллада расположенную в западной части залива Посьета в заливе Петра Великого.